# Citidinmonofosfato

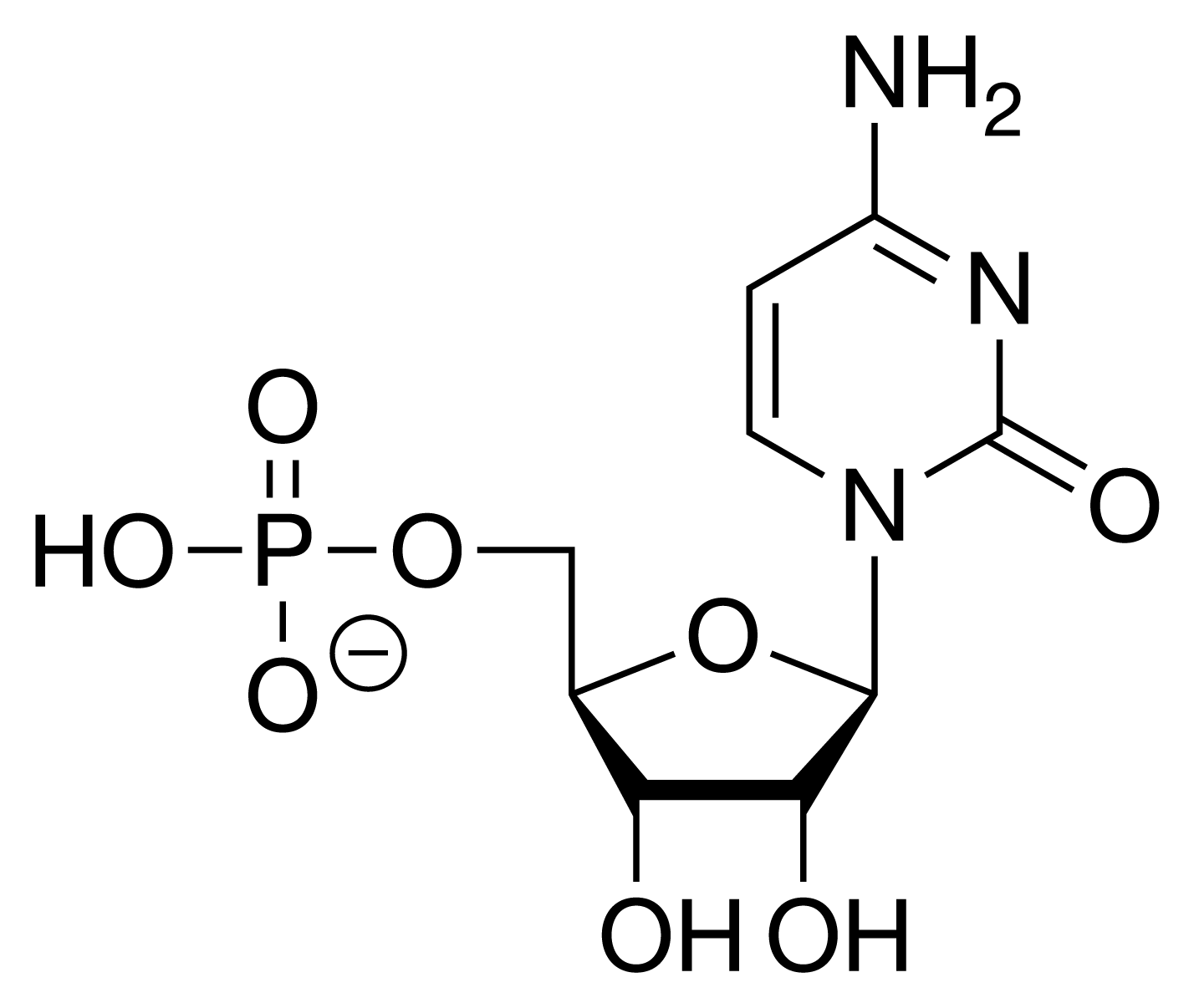
Struttura chimica del citidinmonofosfato deprotonato

Il citidinmonofosfato, noto anche come acido 5'-citidilico ed abbreviato in CMP, è un nucleotide che si trova nell'RNA.
Chimicamente è un estere dell'acido fosforico con il nucleoside citidina.
Il CMP è formato da un gruppo fosfato, da uno zucchero pentoso (il ribosio) e dalla base azotata citosina.